# Balocco
Balocco é uma comuna italiana da região do Piemonte, província de Vercelli, com cerca de 262 habitantes. Estende-se por uma área de 16 km², tendo uma densidade populacional de 16 hab/km². Faz fronteira com Buronzo, Carisio, Formigliana, San Giacomo Vercellese, Villarboit.

## Demografia
| Variação demográfica do município entre 1861 e 2011                               |
|                                                                                   |
| Fonte: Istituto Nazionale di Statistica (ISTAT) - Elaboração gráfica da Wikipedia |